# 음력 1월 2일
음력 1월 2일(음력 일월 초이틀)은 음력 1월의 2번째 날이다.

## 사건
- 2014년 - 조류 인플루엔자 의심 신고가 부산광역시와 충청북도 진천군에서도 접수되다.

## 문화
- 1982년 - 대한민국의 프로야구단 MBC 청룡 (現 LG 트윈스) 창단.

## 탄생
- 1927년 - 대한민국의 비구니 승려 대행.
- 1985년 - 대한민국의 배우 윤주희.
- 1992년 -
  - 대한민국의 태권도 선수 이대훈.
  - 대한민국의 배우 김지안.
- 1994년 - 대한민국의 가수 서지수.

## 사망
- 2013년 - 대한민국의 가수 임윤택.

## 같이 보기
- 음력 360일: 1월 2월 3월 4월 5월 6월 7월 8월 9월 10월 11월 12월
- 전날:1월 1일 다음날:1월 3일 - 전달:12월 2일 다음달:2월 2일
- 양력:1월 2일
- 음력, 윤달